# CFMoto
A Zhejiang Chunfeng Power Co., Ltd.  (kínai írással: 浙江春风动力股份有限公司, egyszerűsített kínai írással: 春風動力, magyar nyelven: Csöcsiang Chunfeng Power Co., Ltd.) egy kínai autógyártó, amelynek székhelye Csöcsiangban, Kínában található. Motorok, motorkerékpárok, terepjárók, négykerekűek, quadok és jachtok gyártója.

## Története
1989-ben alapította meg a CFMoto-t Laj Kuo-csiang. 2011-ben a KTM-mel kereskedelmi együttműködést kötött. 2013-ban kezdett a vállalat részt venni csúcskategóriás jachtok építésében. 2017-ben a KTM és a CFMoto még szorosabbra fűzték partnerségüket. A CFMOTO-KTMR2R közös vállalat létrehozásáról, amelyben a CFMOTO 51%-os többségi, a KTM pedig 49%-os kisebbségi tulajdonnal rendelkezik. A vállalkozás egyik fontos lépése volt a CFMOTO a saját modelljeihez megvásárolta az első generációs KTM LC8 990 motor szabadalmát.
2017 óta a CFMoto Chunfeng Power néven szerepel a sanghaji tőzsdén 603129 kóddal. 2020 végén a CFMoto bejelentette az elektromos motorkerékpárok új almárkáját, a Zeeho-t. 2021 tavaszán Magyarországon a KSR Group partnere, az ADVESmoto jóvoltából forgalmazni kezdték a CFMOTO-kat, a 650MT kalandmotor és a 650NK csupaszmotor jelent meg először a kínálatban. 2022-ben megjelent a gyártó a Prüstel GP partnereként a gyorsaságimotoros-világbajnokság legkisebb kategóriájában. Ugyanebben az évben a gyártó 2 százalékos részesedést vásárolt a Pierer Mobility AG-ben.

## Modellek

### Motorkerékpárok
- 250SR (egyes országokban és régiókban 300SR)
- 150NK
- 250NK
- 300SR (egyes országokban és régiókban 300SS)
- 300NK
- 400NK
- 450SR (egyes országokban és régiókban 450SS)
- 450NK
- 450 MT (New)
- 650NK
- 400GT
- 500SR
- 650GT
- 650MT
- 650TR-G
- 675SR
- 700CL-X
- 700CL-X Sport
- 700CL-X Adventure
- 800MT Sport
- 800MT Touring
- 800MT Explore
- 800NK
- 1250 TR-G

### Quadok
- CForce 450
- CForce 520
- CForce 625  DLX EPS 4X4
- CForce 625 Touring DLX EPS 4X4
- CFORCE 625 Overland DLX EPS 4X4
- CForce 850
- CForce 1000 Overland

### SSV
- UForce 600
- UForce 1000
- UForce 1000 XL
- ZForce 800 Trail
- ZForce 950 Trail
- ZForce 950 Sport
- ZForce 950 H.O. Sport
- ZForce 950 H.O. EX

## Versenyzés

### Moto3
2022-ben mutatkozott be a gyártó a Prüstel GP partnereként a Moto3-ban a KTM RC250GP motorjával. A szezon második versenyhétvégéjén Indonéziában Carlos Tatay révén megszerezték a CFMOTO első pole pozícióját és dobogós helyezését, miután a versenyen a spanyol versenyző harmadik lett. A szezon végén az összetett bajnokságban Tatay és Xavier Artigas a 15. és a 16. helyen végeztek.
2023-ban Xavier Artigas és Joel Kelso lett a csapat állandó versenyzője. Helyettes versenyzőként David Almansa és Noah Dettwiler is részt vett néhány nagydíjon. Harmadik helyen végzett Artigas az Amerika nagydíjon, míg Kelso a hazai versenyhétvégéjén zárt a dobogó legalsó fokán. 2024. január 31-én jelentette be az Aspar Racing Team, hogy a 2024-es szezonban a gyártó motorjával folytatja a versenyzést. A szezon első versenyhétvégéjén Katarban a 8. helyről rajtolva nyerte meg a versenyt David Alonso, miután az utolsó kanyarban megelőzte Daniel Holgadót. A szezon végén a Moto3-as kategóriában a konstruktőri bajnokság mellett, az egyéni és csapatbajnokságot is megnyerték.

#### Eredmények
| Szezon | Csapat                   | Motor | #  | Versenyzők     | Versenyek | Győzelem | Dobogó | Pole | LKör | Pontok | Helyezések |
| ------ | ------------------------ | ----- | -- | -------------- | --------- | -------- | ------ | ---- | ---- | ------ | ---------- |
| 2022   | CFMoto Racing Prüstel GP | Moto3 | 43 | Xavier Artigas | 20        | 0        | 0      | 0    | 0    | 83     | 16.        |
| 2022   | CFMoto Racing Prüstel GP | Moto3 | 99 | Carlos Tatay   | 20        | 0        | 1      | 1    | 0    | 87     | 15.        |
| 2023   | CFMoto Racing Prüstel GP | Moto3 | 12 | Noah Dettwiler | 1         | 0        | 0      | 0    | 0    | 0 (0)  | 38.        |
| 2023   | CFMoto Racing Prüstel GP | Moto3 | 43 | Xavier Artigas | 20        | 0        | 1      | 0    | 0    | 77     | 15.        |
| 2023   | CFMoto Racing Prüstel GP | Moto3 | 66 | Joel Kelso     | 18        | 0        | 1      | 0    | 0    | 61     | 17.        |
| 2023   | CFMoto Racing Prüstel GP | Moto3 | 92 | David Almansa  | 2         | 0        | 0      | 0    | 0    | 0 (0)  | 32.        |
| 2024   | CFMoto Aspar Racing Team | Moto3 | 78 | Joel Esteban   | 19        | 0        | 0      | 0    | 1    | 45     | 17.        |
| 2024   | CFMoto Aspar Racing Team | Moto3 | 80 | David Alonso   | 20        | 14       | 15     | 7    | 3    | 421    | 1.         |
| 2024   | CFMoto Aspar Racing Team | Moto3 | 89 | Marcos Uriarte | 1         | 0        | 0      | 0    | 0    | 0      | 35.        |

| Magyarázat                        | Magyarázat |
| --------------------------------- | ---------- |
| Hivatalos versenyző               |            |
| Helyettes versenyző               |            |
| Szabadkártyás versenyző           |            |
| Helyettes/Szabadkártyás versenyző |            |

Megjegyzés
* A szezon jelenleg is zajlik.

### Moto2
2024-től a Moto2-ben az Aspar Racing Team névadó szponzora lett.

### Superbike-világbajnokság
2024 február elején jelentették be, hogy gyártóként csatlakozna 2025-ben vagy 2026-ban a Superbike-világbajnokságban, amelyben ők lennének az első kínai gyártó a sorozat történelmében.

### Tereprali-világbajnokság
A gyártó benevezett a 2024-es Tereprali-világbajnokságra. A 2024-es Dakar-ralin a litván Antanas Kanopkinas a quadosok között 5. lett a CFORCE 1000-rel.